# Quel fenomeno di Lucio Dalla
Quel fenomeno di Lucio Dalla è la seconda raccolta del cantautore bolognese, pubblicata nel 1979, subito dopo il grande successo dell'album Lucio Dalla.  La compilation, comprende canzoni scritte da Lucio Dalla negli anni settanta, ed include soprattutto brani provenienti dal periodo Roversi. Aprono e chiudono il disco due capisaldi dell'artista emiliano, Come è profondo il mare e Disperato erotico stomp.

## Tracce
1. Come è profondo il mare – 5:21
2. L'ingorgo – 6:02
3. L'operaio Gerolamo – 3:34
4. Il coyote – 4:36
5. Anidride solforosa – 5:13
6. La Borsa valori – 3:21
7. Due ragazzi – 4:59
8. Disperato erotico stomp – 5:47

## Formazione
- Lucio Dalla – voce, pianoforte, clarinetto, sassofono, fiati, tastiera, sintetizzatore
- Luciano Ciccaglioni – chitarra acustica, chitarra elettrica, mandolino
- Piero Ricci – basso
- Massimo Buzzi – batteria
- Toto Torquati – tastiera
- Ruggero Cini – tastiera, eminent, fisarmonica
- Mario Scotti – basso
- Carlo Felice Marcovecchio – batteria
- Roberto Rosati – chitarra
- Isabella Sodani – cori
- Rita Mariano - cori
- Patrizia Neri - cori
- Ron – pianoforte elettrico, chitarra, tastiera, sintetizzatore
- Roger Mazzoncini – pianoforte elettrico, eminent
- Carlo Capelli – pianoforte, sintetizzatore, Fender Rhodes
- Tony Esposito – percussioni
- Marco Nanni – basso
- Giovanni Pezzoli – batteria
- Rodolfo Bianchi – sassofono, flauto
- Alessandro Centofanti – tastiera, sintetizzatore
- Fabio Liberatori – tastiera, sintetizzatore
- Jimmy Villotti – chitarra
- Paolo Donnarumma – basso
- Flaviano Cuffari – batteria
- Claudio Bazzari – chitarra
- Gianni Oddi – fiati
- Gaetano Zoccanali – fiati